# FAW Jiefang Hu V
FAW Jiefang V este un camion produs de FAW Jiefang din 2003 până în prezent (2021). În 2015, camionul Jiefang C-30 a fost scos din producție și a fost înlocuit cu camionul FAW Jiefang V. În prezent, aproximativ 15.000 de camioane au fost produse și vândute. Camionul este un camion cu cabină în comparație cu modelul Jiefang C-30, în care a fost înlocuit. Camionul este, de asemenea, exportat în Bangladesh, Africa și Mexic.

## Istoric
În 2001, au fost planificate crearea unui înlocuitor pentru Jiefang C-30, care era un camion de mare tonaj. FAW Jiefang a lansat o nouă gamă de camioane medii și ușoare în acel an, dar nu a existat nicio înlocuire pentru camionul Jiefang C-30 vechi de 50 de ani. În 2003, FAW Jiefang a lansat și a lansat noul său camion numit FAW Jiefang V, era un camion greu și a fost văzut ca succesor al Jiefang C-30, cu toate acestea, FAW Jiefang nu a întrerupt Jiefang C-30 și aceste camioane au fost produse împreună.
În 2015, FAW Jiefang a decis să întrerupă în cele din urmă camionul Jiefang C-30 în favoarea succesorului său mai modern. În primele luni de la lansare, au fost produse și vândute aproximativ 985 de camioane. În 2019, aproximativ 1.000 dintre aceste camioane au fost produse și vândute și, în general, este destul de reușit. Există planuri de a înlocui camionul cu unul mai modern, dar nimic nu a fost încă îndeplinit pentru un camion de schimb.